# Situsari (Karangpawitan)
Situsari is een bestuurslaag in het regentschap Garut van de provincie West-Java, Indonesië. Situsari telt 2993 inwoners (volkstelling 2010).